# RK Đurđevac
Rukometni klub Đurđevac (RK Đurđevac; Đurđevac) je ženski rukometni klub iz Đurđevca, Koprivničko-križevačka županija. 

## O klubu
Klub je osnovan pod nazivom Rukometni klub "Graničar" 23. prosinca 1985. godine. 
 
Rad kluba se u početku bazirao na mlađim selekcijama. Pionirke su 1988. i 1989. postale prvakinje Hrvatske, a kadetkinje doprvakinje 1990. Uoči Domovinskog rata klub se natjecao u Regionalnoj ligi – Sjever. 
 
Osamostaljenjem Hrvatske, klub postiže značajnije uspjehe. 1992. godine se otvara športska dvorana u Đurđevcu, a te godine su juniorke prvakinje Hrvatske. Seniorke pod imenom Graničar Jakovina u sezoni 1992./93. osvajaju 1. B ligu - Sjever i ulaze u 1. A ligu u kojoj odmah u sezoni 1993./94. dolaze do poluzavršnice. Za sezonu 1994./95. klub vraća naziv Graničar. U toj sezoni seniorke opet dolaze do polzavršnice prvenstva, u hrvatskom kupu su se plasirale na završni turnir, te postižu veliki uspjeh u međunarodnim natjecanjima - poluzavršnica Kupa gradova u kojoj su eliminirane od budimpeštanskog "Vasasa". Najuspješnija sezona u povijesti kluba je 1995./96., kada osvajaju drugo mjesto u 1. A ligi i igraju finale kupa. Kao doprvakinje Hrvatske su igrale u skupinama Lige prvaka u sezoni 1996./97. 
 
1998. godine klub mijenja ime u "Đurđevac"' i na kraju sezone 1998./99. ispada iz 1. A lige. Klub otad igra pretežno u 2. HRL Sjever. 2000.-ih je klub igrao pod sponzorskim nazivima "Đurđevac-Lasselberger Knauf" i "Natura Agro". Pod nazivom "Natura - Agro" je klub u sezoni 2008./09. osvojio 2. HRL - Sjever, te se plasirao u  1. HRL, u kojoj je igrao u sezoni 2009./10., a potom nanovo u 2. HRL - Sjever. Od sezone 2011./12. klub ponovno igra pod nazivom "Đurđevac". 

## Uspjesi
Prva / 1. A liga
- doprvakinje: 1995./96.

1. B liga
- prvakinje: 1992./93. (Sjever)

2. HRL Sjever
- prvakinje: 2000./01., 2008./09.

Kup Hrvatske
- finalist: 1995./96.

Kup Gradova / Challenge Cup 
- poluzavršnica 1994./95.

Prvenstvo Hrvatske za juniorke
- prvakinje: 1992.

Prvenstvo SR Hrvatske za kadetkinje
- doprvakinje: 1990.

Prvenstvo SR Hrvatske za pionirke
- prvakinje: 1988., 1989.

## Unutrašnje poveznice
- Đurđevac

## Vanjske poveznice
- Rukometni Klub Đurđevac, facebook stranica
- furkisport.hr/hrs, Đurđevac, rezultati po sezonama
- furkisport.hr/hrs, Natura Agro, rezultati po sezonama
- eurohandball.com, "Granicar" Djurdjevac, profil kluba i rezultati u EHF-ovim natjecanjima[neaktivna poveznica]
- sportilus.com, Rukometni klub Đurđevac